# Доња Ржаница
Доња Ржаница је насеље у општини Беране у Црној Гори. Према попису из 2003. било је 810 становника (према попису из 1991. било је 841 становника).

## Демографија
У насељу Доња Ржаница живи 601 пунолетни становник, а просечна старост становништва износи 36,8 година (35,5 код мушкараца и 38,2 код жена). У насељу има 210 домаћинстава, а просечан број чланова по домаћинству је 3,86.
Ово насеље је углавном насељено Србима (према попису из 2003. године), а у последња три пописа примећен је благи пад у броју становника.
|  |

| Демографија | Демографија | Демографија |
| Година      | Становника  | Становника  |
| ----------- | ----------- | ----------- |
|             |             |             |
|             |             |             |
|             |             |             |
|             |             |             |
| 1948.       | 833         |             |
| 1953.       | 846         |             |
| 1961.       | 859         |             |
| 1971.       | 936         |             |
| 1981.       | 865         |             |
| 1991.       | 841         | 804         |
| 2003.       | 829         | 810         |
|             |             |             |

| Етнички састав према попису из 2003.‍ | Етнички састав према попису из 2003.‍ | Етнички састав према попису из 2003.‍ | Етнички састав према попису из 2003.‍ | Етнички састав према попису из 2003.‍ |
| ------------------------------------ | ------------------------------------ | ------------------------------------ | ------------------------------------ | ------------------------------------ |
|                                      |                                      |                                      |                                      |                                      |
| Срби                                 | Срби                                 |                                      | 532                                  | 65,67%                               |
| Црногорци                            | Црногорци                            |                                      | 246                                  | 30,37%                               |
| Хрвати                               | Хрвати                               |                                      | 3                                    | 0,37%                                |
| Југословени                          | Југословени                          |                                      | 1                                    | 0,12%                                |
| непознато                            | непознато                            |                                      | 3                                    | 0,37%                                |

| Година пописа     | 1948. | 1953. | 1961. | 1971. | 1981. | 1991. | 2003. |
| ----------------- | ----- | ----- | ----- | ----- | ----- | ----- | ----- |
| Број домаћинстава | 179   | 183   | 188   | 198   | 184   | 208   | 211   |

| Број чланова      | 1   | 2  | 3  | 4  | 5  | 6  | 7  | 8  | 9 | 10 и више | Просек |
| ----------------- | --- | -- | -- | -- | -- | -- | -- | -- | - | --------- | ------ |
| Број домаћинстава | 210 | 24 | 36 | 39 | 28 | 44 | 17 | 17 | 3 | 0         | 2      |

| Пол    | Укупно | Неожењен/Неудата | Ожењен/Удата | Удовац/Удовица | Разведен/Разведена | Непознато |
| ------ | ------ | ---------------- | ------------ | -------------- | ------------------ | --------- |
| Мушки  | 323    | 114              | 191          | 8              | 2                  | 8         |
| Женски | 309    | 65               | 189          | 45             | 4                  | 6         |
| УКУПНО | 632    | 179              | 380          | 53             | 6                  | 14        |

| Пол    | Укупно                    | Пољопривреда, лов и шумарство | Рибарство                            | Вађење руде и камена | Прерађивачка индустрија       |
| ------ | ------------------------- | ----------------------------- | ------------------------------------ | -------------------- | ----------------------------- |
| Мушки  | 118                       | 11                            | 2                                    | 2                    | 30                            |
| Женски | 48                        | 9                             | 0                                    | 0                    | 8                             |
| УКУПНО | 166                       | 20                            | 2                                    | 2                    | 38                            |
| Пол    | Производња и снабдевање   | Грађевинарство                | Трговина                             | Хотели и ресторани   | Саобраћај, складиштење и везе |
| Мушки  | 2                         | 7                             | 4                                    | 3                    | 8                             |
| Женски | 0                         | 0                             | 2                                    | 1                    | 1                             |
| УКУПНО | 2                         | 7                             | 6                                    | 4                    | 9                             |
| Пол    | Финансијско посредовање   | Некретнине                    | Државна управа и одбрана             | Образовање           | Здравствени и социјални рад   |
| Мушки  | 3                         | 0                             | 17                                   | 10                   | 4                             |
| Женски | 0                         | 2                             | 5                                    | 10                   | 7                             |
| УКУПНО | 3                         | 2                             | 22                                   | 20                   | 11                            |
| Пол    | Остале услужне активности | Приватна домаћинства          | Екстериторијалне организације и тела | Непознато            | Непознато                     |
| Мушки  | 4                         | 0                             | 0                                    | 11                   | 11                            |
| Женски | 1                         | 0                             | 0                                    | 2                    | 2                             |
| УКУПНО | 5                         | 0                             | 0                                    | 13                   | 13                            |